# Robert P. Crease

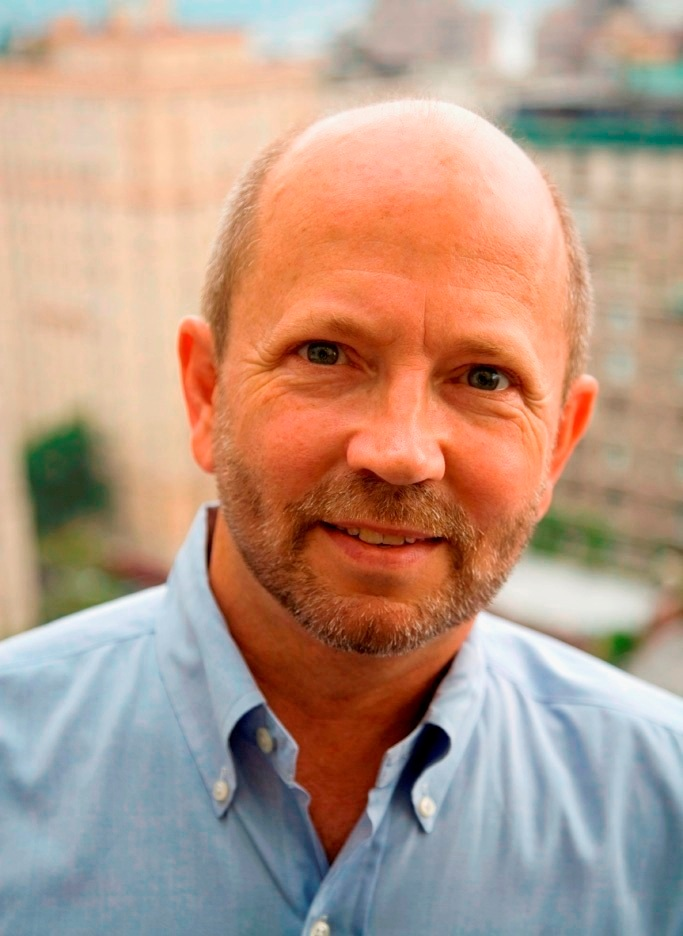
Robert P. Crease

Robert P. Crease (ur. 1953) – amerykański filozof i historyk nauki. Jest zatrudniony na uniwersytecie Stony Brook. 
W 2003 r. wydana została jego książka, opisująca 10 najpiękniejszych eksperymentów naukowych, wybranych na podstawie ankiety przeprowadzonej wśród fizyków z całego świata.

## Publikacje
- The Great Equations: Breakthroughs in Science from Pythagoras to Heisenberg – Norton, 2009
- The Philosophy of Expertise (& E. Selinger) – Columbia UP, 2006
- American Philosophy of Technology (wyd. org. w j. holenderskim) – Indiana University Press, 2001
- The Prism and the Pendulum: The Ten Most Beautiful Experiments in Science – Random House 2003
- Making Science: A Biography of Brookhaven National Laboratory – University of Chicago Press, 1999
- Hermeneutics and the Natural Sciences (redaktor merytoryczny) – Kluwer 1997
- The Play of Nature: Experimentation as Performance – Indiana Univ. Press, 1993
- The Second Creation: Makers of the Revolution in 20th Century Physics (& Charles C. Mann) – Macmillan, 1986 (repr. Rutgers Univ. Press, 1996)